# Ifjúsági Magazin
Az Ifjúsági Magazin (rövidítve: IM) egy 1965 és 2015 között, fiatalok számára havonta, 1978 októberétől színes nyomtatásban megjelent magyar folyóirat volt. A rendszerváltás előtt a KISZ irányítása alatt működött.

## Története
Az IM először 1965. november 15-én jelent meg. Fő célcsoportját a tizenévesek képezték. Célja az első 25 évben a „nem elégséges etikai, morális ismeretek” fejlesztése, és a szocialista szexuális erkölcs fundamentumának lerakása volt. A kommunista rendszer korlátaihoz viszonyítva elég tarka képet adott a magyarországi és külföldi popzenéről. Hazánkban elsőként tudósított pl. a The Rolling Stonesról, és saját rovata volt a korabeli divatról is.
A Kádár-konszolidációhoz a fiataloknak tetsző témákat taglaltak, a hivatalos vonaltól némiképp eltérő hangnemben, hogy kezesebbé váljanak. A KISZ hivatalos lapjaként az általa közvetített mozgatóhuzalokat azért a hatalom igazgatta. Néha olyan témákat is érintett, amelyek épphogy belefértek a „tűrt” kategóriába. Néha a cenzúra kezéből kicsúszva a KISZ 1983-ban megfogalmazott álláspontja szerint „a lapban túlsúlyba kerültek az extremitások, például túl sokat foglalkozott a punkjelenséggel és a szexszel, ami miatt az olvasóban torz kép alakulhat ki a magyar fiatalságról”.

### Az IM a szexualitásról
Az IM a párkapcsolatokról és a szexről világos dialógust kezdeményezett. A laptól a tizenévesek tanácsot kérhettek bizalmas kérdésekben is. A levelezési rovat vezetője, Molnár Márta szerint a lap az akkor még nem létező internetet pótolta. A beérkező számtalan levél azt jelezte, hogy az ifjúság e kényes témában csak innen tudott tájékozódni. Szexuális kérdésekben a Doktor úr, kérem… című rovattól lehetett tanácsot kérni, amelyet dr. Veres Pál vezetett. Az 1980-as évekre ő lett az ország legismertebb tinédzserszexológusa.
A nyolcvanas évektől a morális iránytűszerep mellett már megjelenhetett a lapban a nudizmus, a topless, az AIDS, és még a szexshopok témája is. 1989 áprilisában Czeizel Endre nyilatkozott a lapnak a gumióvszer hasznosságáról, azt feltételezve, hogy van olyan olvasó, aki még nem is látott olyat.

### A rendszerváltás után
Az újság célközönségét tekintve a rendszerváltásig egyeduralkodó volt a magyar ifjúsági lapok piacán, amikor is a nyugati vetélytársakat már szabadon lehetett itthon is kapni. A várható csőd megelőzésére a lapot az Erasmus Press nevű kiadó eladta az 1999-ben alapított IQ Press Lapkiadó Kft.-nek. Az egykor százezer példányban eladott IM-ből 2010 körül már csak 30-35 ezer kelt el, de piacvezető helyét még megőrizte.
A magazin 2003-tól már fényes papírra nyomtatva jelent meg, s tartalma szempontjából is inkább egy életmódmagazinra hasonlított. Így határozták meg a lap célközönségét: „Az IM elsősorban 16-20 év közötti városi, nagyvárosi lányoknak szól, akik menőnek érzik magukat vagy azok szeretnének lenni”.

### Megszűnése
Az Ifjúsági Magazin nevet 2004-ben a Ringier Kiadó Kft. szerezte meg, amely az Ringier Axel Springer Magyarország Kft.-vel együtt 2014-ben beleolvadt a Mediaworks Hungary Zrt.-be. Utóbbi 2015 májusában az IM Facebook-oldalán bejelentette a lap megszűnését, egyúttal jelezve, hogy korábbi vetélytárslapjai továbbra is elérhetőek a piacon.